# São Luiz (Roraima)
Pour les articles homonymes, voir São Luiz (homonymie) et Luiz.
São Luiz est une ville brésilienne du sud-est de l'État du Roraima. Sa population était estimée à 5 720 habitants en 2007. La municipalité s'étend sur 1 527 km².
Son nom est un hommage rendu à São Luís, la capitale de l'État du Maranhão, région de laquelle venait nombre de colons qui s'installèrent sur le territoire de la future municipalité.